# Flugunfall der Miami Airline (1951)
Der Flugunfall der Miami Airline ereignete sich am 16. Dezember 1951, als eine Curtiss C-46 nach dem Start vom Newark Metropolitan Airport infolge eines Strömungsabrisses abstürzte. Vorausgegangen war ein Triebwerksbrand. Bei dem Unfall kamen alle 56 Insassen ums Leben. Eine weitere Person am Boden wurde schwer verletzt. Zu diesem Zeitpunkt war es der zweitschwerste Flugunfall in den Vereinigten Staaten.

## Unfallhergang
Die Curtiss C-46 (Kennzeichen: N1678M) der Charterfluggesellschaft Miami Airline Inc. startete um 15:03 Uhr Ortszeit in Newark zu einem außerplanmäßigen Flug nach Tampa (Florida). Kurz nach dem Abheben von der Startbahn 28 sahen die Fluglotsen im Kontrollturm, dass die nur langsam steigende Maschine eine helle Rauchfahne hinter sich herzog, die von der rechten Flugzeugseite ausging. Die Lotsen informierten die Piloten und erteilten ihnen eine Landefreigabe für alle Bahnen, ohne dass eine Antwort erfolgte. Die Rauchentwicklung wurde ebenso von einem Flugkapitän der Gesellschaft bemerkt, der den Start vom Boden aus verfolgte. Weil dieser von einer überhitzten Bremse ausging, nahm er telefonischen Kontakt zum Kontrollturm auf und bat darum, der Besatzung mitzuteilen, dass sie das Fahrwerk nicht einziehen sollte. Die Anweisung wurde von den Fluglotsen weitergeleitet, woraufhin die Piloten das bereits eingezogene Fahrwerk wieder ausfuhren. Zu diesem Zeitpunkt befand sich die Maschine rund 6,5 Kilometer (4 Meilen) vom Flughafen entfernt in einer Höhe von höchstens 100 Metern (300 Fuß).
Nach dem Ausfahren des Fahrwerks wurde der Rauch zunehmend dunkler und intensiver. Die Lotsen im Kontrollturm sowie Personen am Boden beobachteten, dass Flammen unterhalb des rechten Triebwerks aus dem geöffneten Fahrwerkschacht schlugen. Die Piloten versuchten wahrscheinlich erst zu diesem Zeitpunkt den Brand zu bekämpfen, indem sie die Treibstoffzufuhr zum rechten Triebwerk unterbrachen und dessen Feuerlöscheinrichtung betätigten. Weil das Feuer die Ölleitungen des Motors zerstört hatte, gelang es ihnen danach nicht, den Propeller des Triebwerks vollständig in Segelstellung zu bringen. Während die Curtiss C-46 mit nur einem funktionstüchtigen Motor zunehmend an Geschwindigkeit und Flughöhe verlor, ging sie in eine weite Linkskurve über. Es blieb unklar, ob die Piloten diese Kurve gezielt einleiteten, um die Landebahn 06 in Newark anzusteuern. In einer Flughöhe von etwa 60 Metern (200 Fuß) war die Geschwindigkeit so weit abgesunken, dass ein Strömungsabriss einsetzte. Die Maschine rollte 90 Grad um die Längsachse nach links, kippte in einen Sturzflug ab und streifte mit ihrer nach unten gerichteten linken Tragfläche ein Hausdach. Im Anschluss kollidierte das Flugzeug mit einem weiteren Gebäude und schlug schließlich in Rückenfluglage am Ufer des Elizabeth Rivers auf.
Der Absturz erfolgte um 15:09 Uhr Ortszeit, sechs Minuten nachdem die Maschine gestartet war. Rettungskräften gelang es, die brennenden Wrackteile innerhalb von siebzehn Minuten zu löschen. Sie fanden keine überlebenden Insassen. Eine unbeteiligte Person am Boden wurde schwer verletzt. Laut anderen Angaben verstarb auch diese Person zu einem späteren Zeitpunkt.

## Unfallursache
Das rechte Triebwerk war wenige Tage vor dem Unfall ausgetauscht worden. Die Ermittler stellten fest, dass in diesem Motor fünfzehn Haltebolzen des Zylinders Nr. 10 infolge von Materialermüdung gebrochen waren. Die Ursache lag in der Verwendung von falschen Befestigungsmuttern. Wahrscheinlich brach der Großteil der Bolzen während die Maschine auf der Startbahn beschleunigte und die Triebwerke auf Startleistung liefen. Der Zylinder löste sich teilweise vom Motorblock, woraufhin vermutlich Motoröl und/oder Treibstoff austrat und sich entzündete. Weil die Piloten das Fahrwerk kurz nach dem Abheben einfuhren, blieb der Brand zunächst auf den vorderen Triebwerksbereich begrenzt. Der beschädigte Motor lieferte nur eine verringerte Leistung, so dass der Steigflug flacher als üblich ausgeführt werden musste.
Eine Reihe von Indizien deutete darauf hin, dass einzelne Bolzen bereits gebrochen waren und der Zylinder leckte, als die Maschine für den Flug nach Tampa vorbereitet wurde. Zeugen berichteten von frischen Ölspuren auf den Kühlluftklappen (cowl flaps) sowie von einer leichten Rauchentwicklung, die beim Warmlaufen der Motoren vom rechten Triebwerk ausging. Ebenso war auffällig, dass dieses Triebwerk deutlich mehr Öl verbrauchte und vor dem Abflug mit der doppelten Menge nachbefüllt werden musste, obwohl es im Vergleich zum linken Motor deutlich weniger Betriebsstunden aufwies.
Das Öffnen der Fahrwerkschächte verschlimmerte die Situation erheblich. Die einströmende Luft führte zu einer schlagartigen Ausbreitung des Brandes unterhalb der Triebwerksverkleidung, wodurch die in diesem Bereich verlaufenden Leitungen zerstört wurden und Flammen nach hinten aus dem Schacht schlugen. Zudem hob der Luftstrom die Wirkung der mit Kohlenstoffdioxid gefüllten Feuerlöscher auf, so dass die Brandbekämpfung erfolglos blieb. Augenzeugen gaben an, dass die Flammen für einen kurzen Moment verschwanden, bevor sie erneut sichtbar wurden. Der Hersteller Curtiss hatte im Fall eines Motorbrandes ausdrücklich festgelegt, dass das Fahrwerk vor dem Auslösen der Feuerlöschanlage einzufahren sei.
Das ausgefahrene Fahrwerk sowie der mitdrehende Propeller des defekten Triebwerks erhöhten den Luftwiderstand des Flugzeugs und bewirkten einen zunehmenden Geschwindigkeitsverlust in niedriger Flughöhe, der schließlich zum Strömungsabriss führte. Ferner stellte man fest, dass das Höchstabfluggewicht der Maschine um etwa 53 kg (117 lb) überschritten wurde. An Bord befand sich eine zusätzliche Person, ein dienstfreihabender Kopilot, der nicht in der Passagierliste aufgeführt war.
Eine Überprüfung von Firmenunterlagen der Miami Airline ergab, dass zuvor auch auf anderen Flügen die Gewichtsobergrenzen nicht eingehalten wurden. Daneben kritisierten die Ermittler die Pilotenschulungen der Gesellschaft. Die Trainingsprogramme für eventuelle Notfälle wurden als unzureichend eingestuft.